# Princeton (Maine)
Princeton es un pueblo ubicado en el condado de Washington en el estado estadounidense de Maine. En el Censo de 2010 tenía una población de 832 habitantes y una densidad poblacional de 7,69 personas por km².

## Geografía
Princeton se encuentra ubicado en las coordenadas 45°8′35″N 67°31′36″O / 45.14306, -67.52667. Según la Oficina del Censo de los Estados Unidos, Princeton tiene una superficie total de 108.24 km², de la cual 95.44 km² corresponden a tierra firme y (11.83%) 12.8 km² es agua.

## Demografía
Según el censo de 2010, había 832 personas residiendo en Princeton. La densidad de población era de 7,69 hab./km². De los 832 habitantes, Princeton estaba compuesto por el 93.99% blancos, el 1.44% eran afroamericanos, el 3% eran amerindios, el 0.12% eran asiáticos, el 0% eran isleños del Pacífico, el 0.36% eran de otras razas y el 1.08% pertenecían a dos o más razas. Del total de la población el 0.72% eran hispanos o latinos de cualquier raza.